# Федоренко, Владимир Кузьмич
Владимир Кузьмич Федоренко (род. 22 августа 1947, Днепродзержинск, Днепропетровская область) — советский футболист, защитник, полузащитник.
Воспитанник группы подготовки при команде «Днепровец» Днепродзержинск, тренер — Борис Ульянов. Начинал играть в 1966 году в классе «Б» за «Днепровец» (с 1967 года — «Прометей»). 1970 год начал в «Авангарде» Жёлтые Воды, но вскоре перешёл в «Днепр» Днепропетровск, с которым в следующем году вышел в высшую лигу. В 1972—1974 годах также был игроком основы, провёл в чемпионате 77 игр. В 1975 году сыграл только один матч. Затем играл в региональных соревнованиях за «Колос» Павлоград (1976—1978), «Энергию» Курахово (1980), ЗКЛ Днпропетровск (1981—1982).